# Isaak Lewitan
Isaak Iljicz Lewitan (ros. Исаак Ильич Левитан; ur. 18 sierpnia?/30 sierpnia 1860 w Kibartach, zm. 22 lipca?/4 sierpnia 1900 w Moskwie) – rosyjski malarz żydowskiego pochodzenia, pejzażysta, członek towarzystwa pieriedwiżników. Uznawany za jednego z najwybitniejszych rosyjskich pejzażystów. 

## Życiorys

### Wczesne życie i edukacja
Urodził się w Kibartach w Królestwie Polskim w żydowskiej, ubogiej, lecz wykształconej rodzinie. Jego ojciec nauczył się kilku języków obcych, dzięki temu później przez pewien czas pracował jako tłumacz. 
Na początku 1870 jego rodzina przeniosła się do Moskwy. Tam we wrześniu 1873 młody Isaak rozpoczął naukę w Moskiewskiej Szkole Malarstwa, Rzeźby i Architektury, gdzie już od dwóch lat pobierał nauki jego starszy brat Abel. Podczas nauki w akademii zwrócił na siebie uwagę swojego profesora Aleksieja Sawrasowa, zyskując jego sympatię. W 1875 zmarła jego matka, a dwa lata później, po ciężkiej chorobie – ojciec. Rodzina straciła wtedy źródła utrzymania. Talent Isaaka został jednak dostrzeżony, dzięki czemu otrzymał stypendium. Był jednym z ulubionych uczniów uczącego w akademii Wasilija Polenowa.

### Kariera i dalsze życie
Pierwszą dostrzeżoną przez prasę wystawę Lewitan miał w 1877. Dwa lata później, w maju 1879, w związku z falą wystąpień antyżydowskich w Rosji, został zmuszony do przeniesienia się do podmoskiewskiego przysiółka Sałtykowka (Салтыковка), ale wkrótce, pod naciskiem opinii publicznej i w uznaniu jego twórczości, pozwolono mu na powrót. Na początku lat 80 XIX w. pracował dla różnych ilustrowanych magazynów, w których nie tworzył pejzaży a portrety i rysunki ludzi.
W 1880 jego obraz Осенний день. Сокольники („Jesienny dzień. Sokolniki”) został kupiony przez znanego kolekcjonera sztuki i filantropa Pawła Trietiakowa, założyciela Galerii Trietiakowskiej, co było przełomem w malarskiej karierze Lewitana. W 1891 r. Lewitan przystąpił do „Towarzystwa Wystaw Objazdowych” – piriedwiżników.
W latach 80. XIX w. bardzo zaprzyjaźnił się z Antonem Czechowem, Isaak spędzał dużo czasu z Antonem i jego rodziną. W kwietniu 1892 r. przyjaciele pokłócili się. Powodem sporu było opowiadanie Czechowa pt. Pasikonik, w którym romans głównych bohaterów mocno sugerował istniejący romans między Lewitanem z Sofią Kuwsznikową, żoną znajomego lekarza. W 1895 obaj mężczyźni doszli do pojednania, odbudowując przerwaną przyjaźń. 
W czerwcu 1895 w wyniku nasilenia neurastenii próbował popełnić samobójstwo. W kolejnych latach jego problemy zdrowotne nasilały się, w 1897 roku miał atak serca. W 1897 u szczytu popularności powrócił do swojej alma mater, by uczyć malarstwa pejzażowego. W 1899 r. pracownię Lewitana wizytował książę  Siergiej Aleksandrowicz Romanow wraz z małżonką, wtedy też otrzymał pozwolenie na ponowne zamieszkanie w Moskwie.
Zmarł 22 lipca 1900 r. w Moskwie. Ciało Lewitana pierwotnie pochowano na cmentarzu żydowskim, jednak w 1941 szczątki artysty zostały przeniesione na cmentarz Nowodziewiczy i umiejscowione w pobliżu grobu Antona Czechowa. Ostatnim dokończonym obrazem Lewitana był obraz Sianokosy. 

## Twórczość

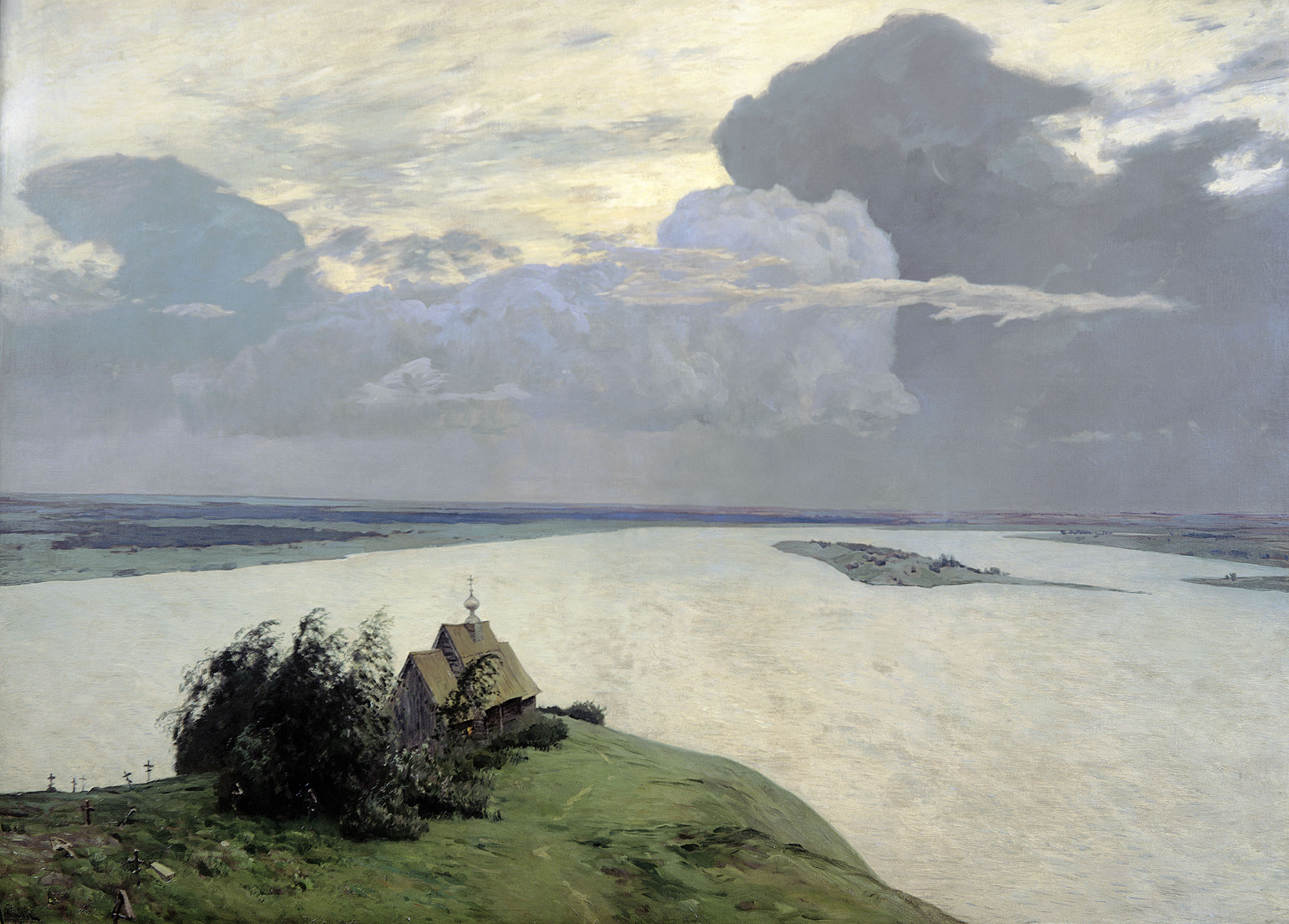
Nad wiecznym spokojem (1894)

Isaak Lewitan znany jest przede wszystkim z licznych nastrojowych pejzaży. Jego obrazy zwykle są niezaludnione, bądź przedstawiają pojedyncze postacie, jak w kupionym przez Trietiakowa obrazie Jesienny dzień. Saloniki, na którym widoczna spacerująca kobieta w czerni została domalowana dopiero na koniec, po sugestii znajomego Lewitana. Na obrazie Władimirka namalowana, drobnymi pociągnięciami pędzla postać jest przytłoczona przez otaczający ogrom przestrzeni, szczególnie pustego nieba i niekończącej się drogi. Surowości przedstawionej sceny dodaje historyczne tło, gdyż przedstawiona droga była wykorzystywana do transportu skazanych z Moskwy na Syberię, dodatkowo sam Lewitan był dwukrotnie wygnany z Moskwy przez żydowskie pochodzenie.  

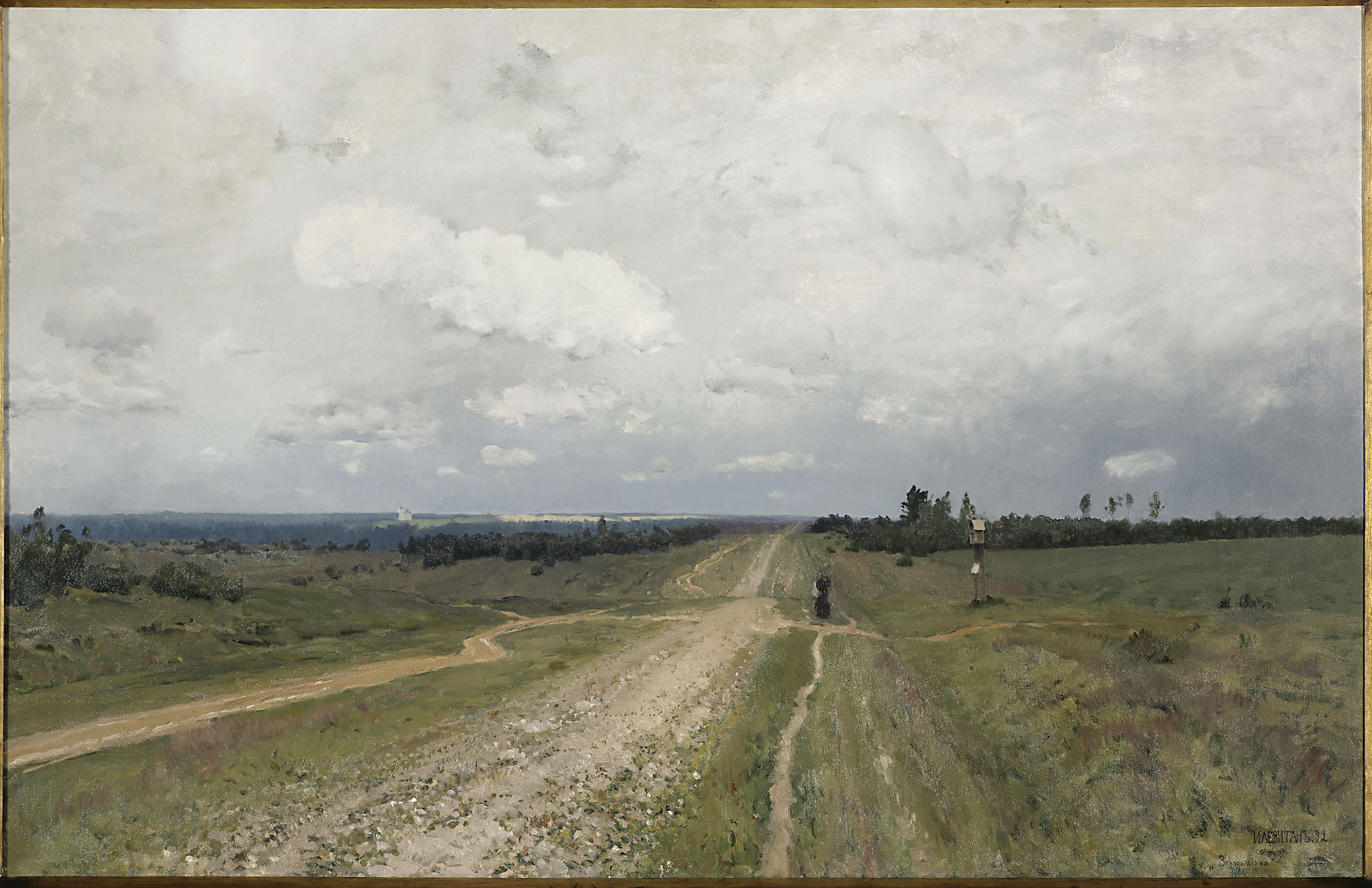
Władimirka (1892)

Największy wpływ na malarski rozwój Lewitana miało jego dwóch wykładowców z akademii - Polenow i Sawarasow. Z okresem nauki (1873 - 1883) łączone bywają pejzaże utrzymane w pogodnym nastroju. Lewitan miał w zwyczaju liczne podróże (także po Europie), szczególnie w miesiącach letnich i jesiennych tworząc podczas studiów plenerowych. W miesiącach letnich i wiosennych zwykle wracał do Moskwy, gdzie tworzył w takiej też tematyce. 
Artysta w wielu dziełach chciał przedstawić drzemiącą w nim poetyckość, a także wpływ kontaktu z naturą na niego samego. Na początku lat 80. XIX w. stworzył wiele niewielkich, intymnych, niekiedy tajemniczych, pejzaży m.in. Wiosna w lesie (1882) czy Pierwsza zieleń. Maj (1883).
Pejzażom Lewitana przypisywany jest duch metafizyczny i filozoficzny. W swoich dziełach malarz przedstawiał życie ludzkie jako marność przy ogromie wszechświata i potędze natury. Przykładem w ten sposób interpretowanego dzieła jest Nad wiecznym spokojem (1894). Obraz ukazuje mały skrawek lądu wobec dominującego nieba i otaczającej go wody. Na skrawku lądu artysta umiejscowił samotny kościółek, symbolizujący duchowość i życie, a tuż za nim kilka grobów ukazujących ulotność życia ludzkiego. Skrawek lądu w porównaniu z dominującym firmamentem pokazuje nicość człowieka i potęgę niebios.

## Galeria

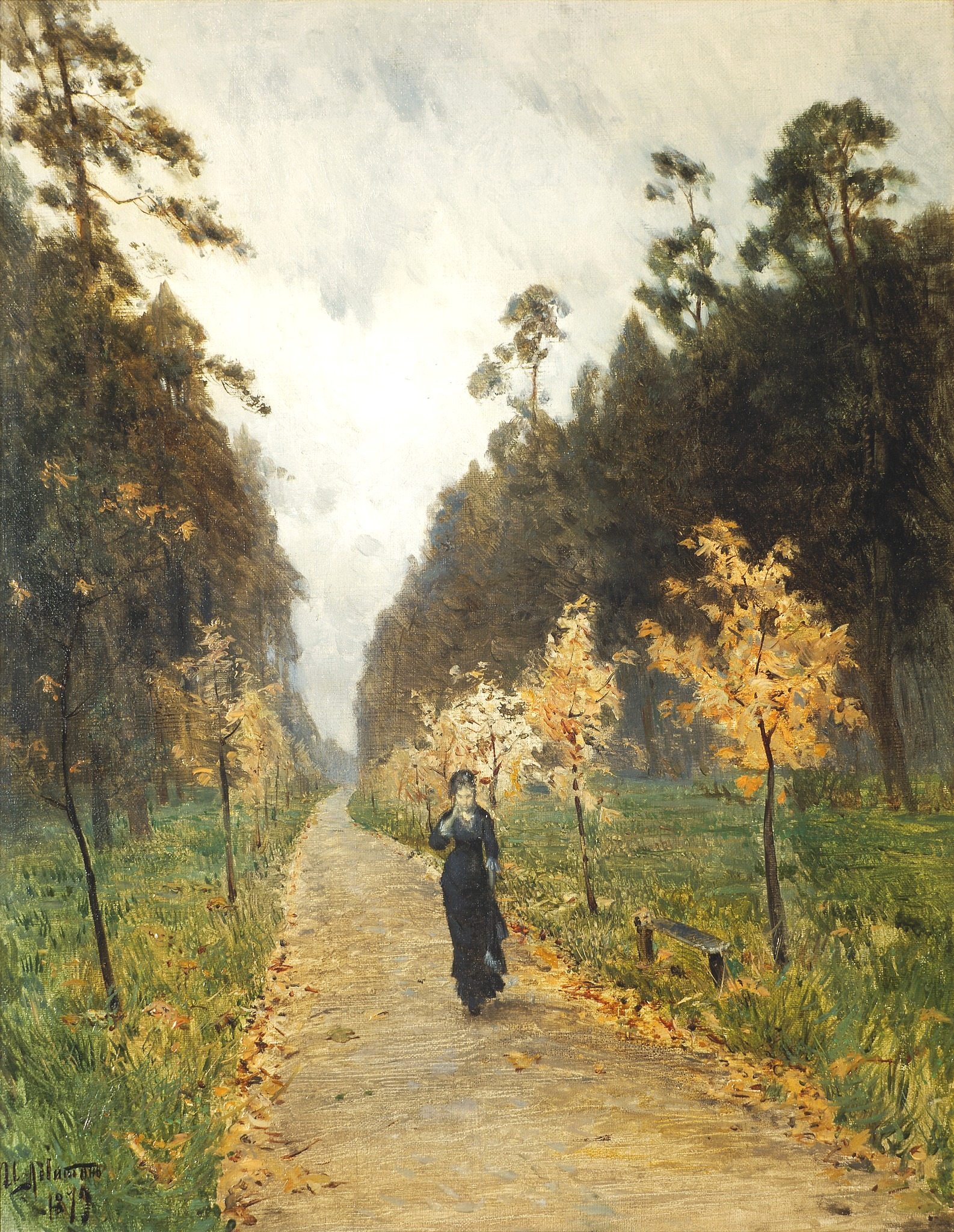
Jesienny dzień. Saloniki (1879)
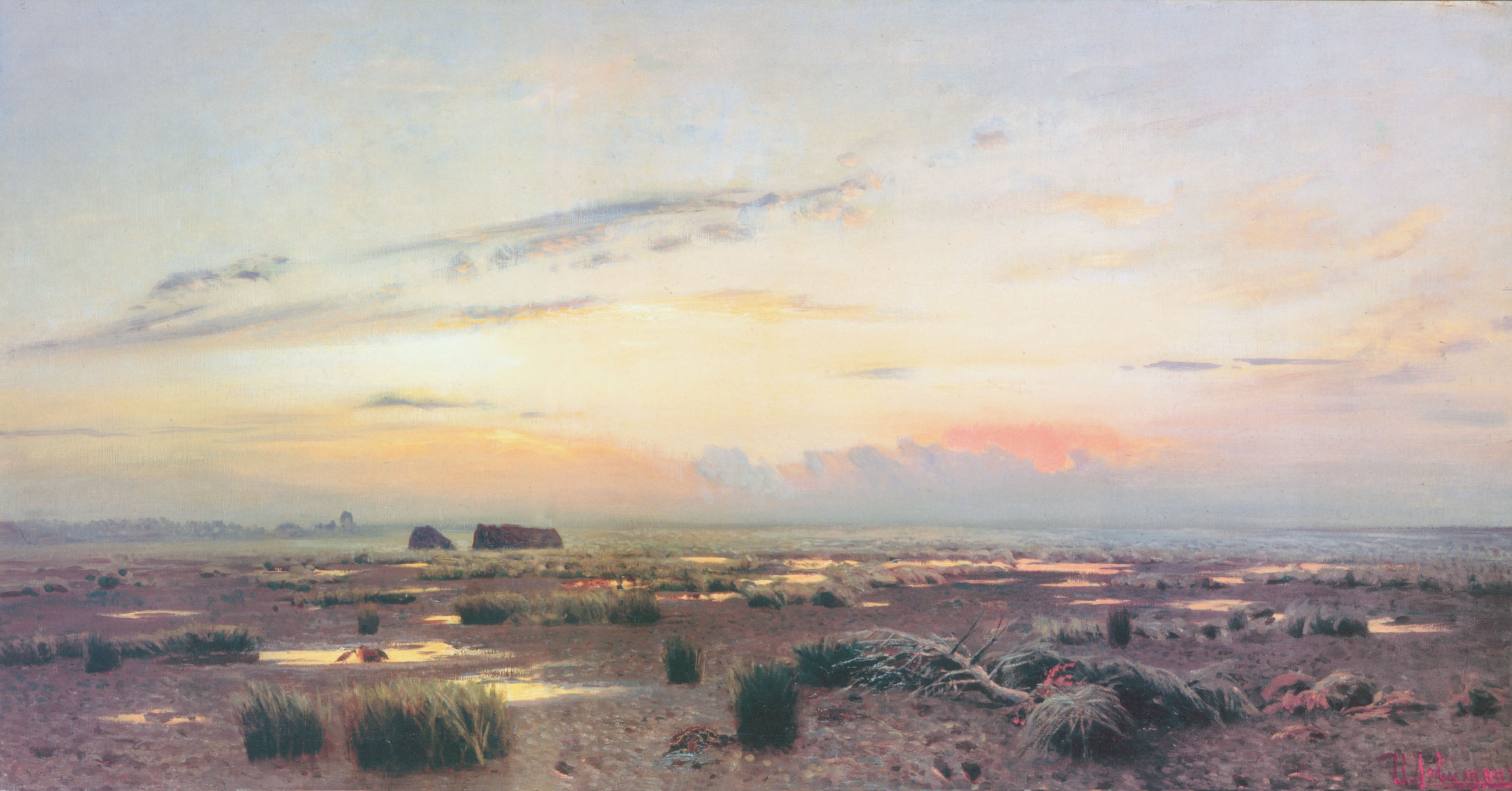
Bagno wieczorem (1882)
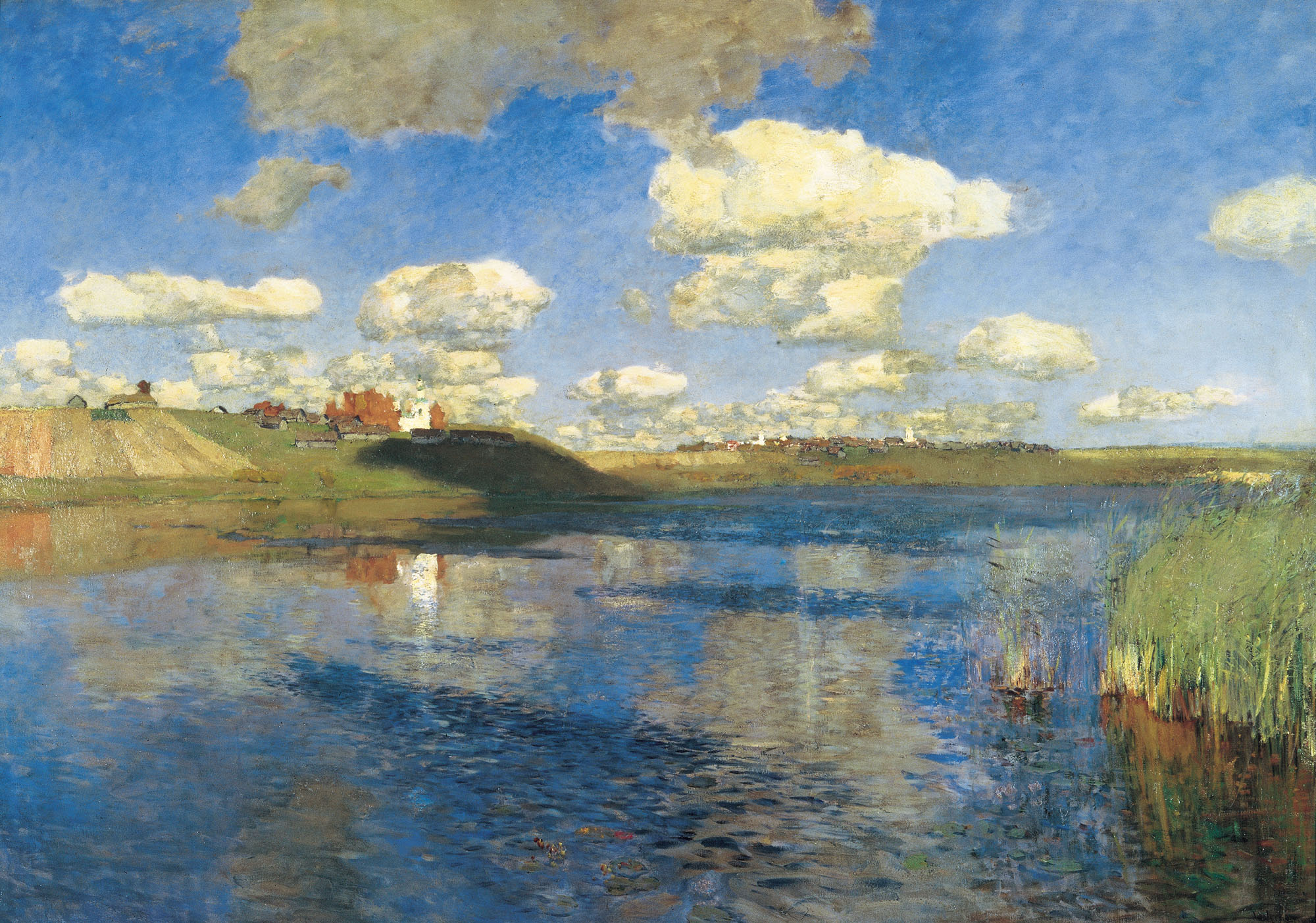
Jezioro. Rosja (1900, niedokończony)
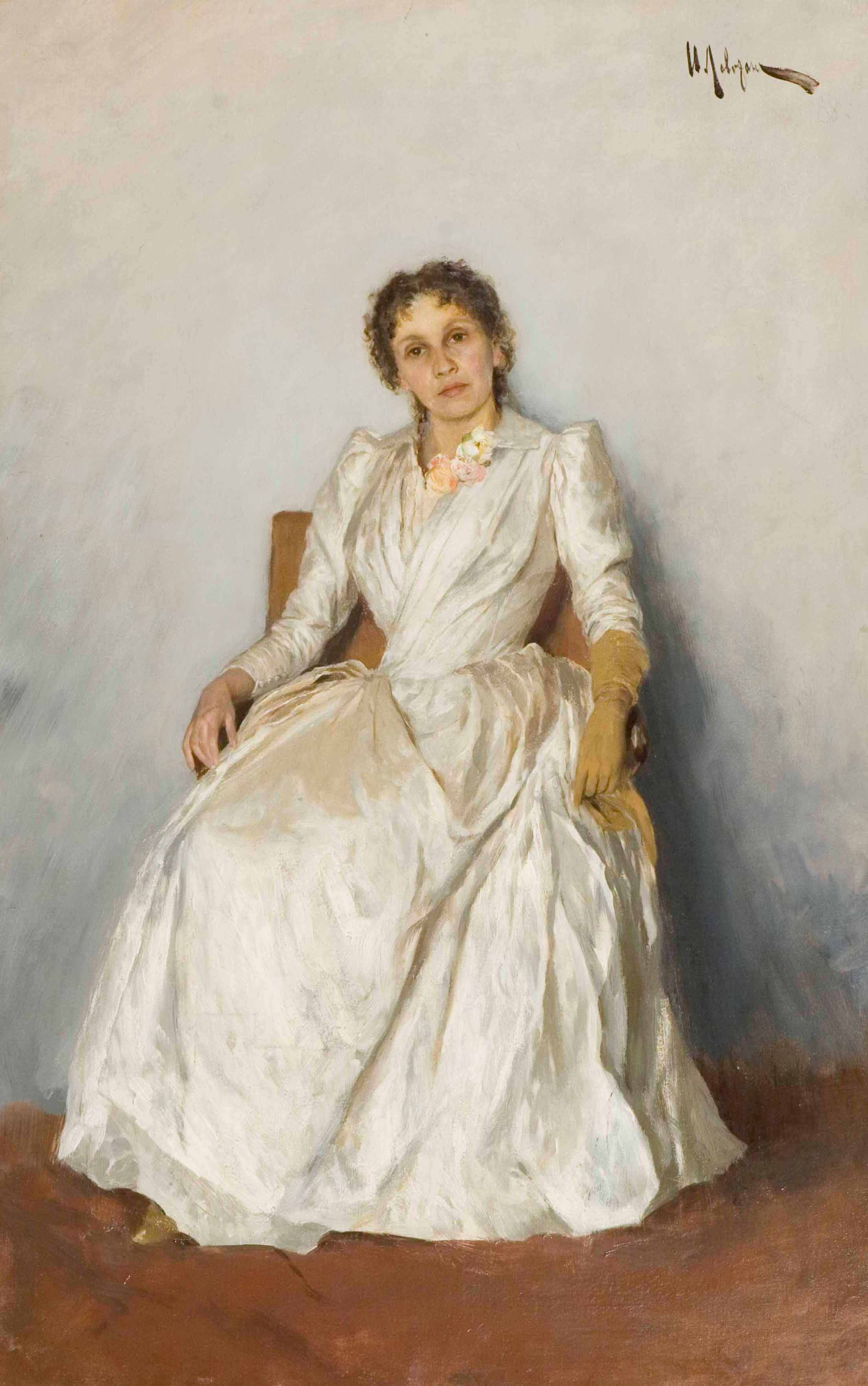
Portret Sofii Kuwsznikowej
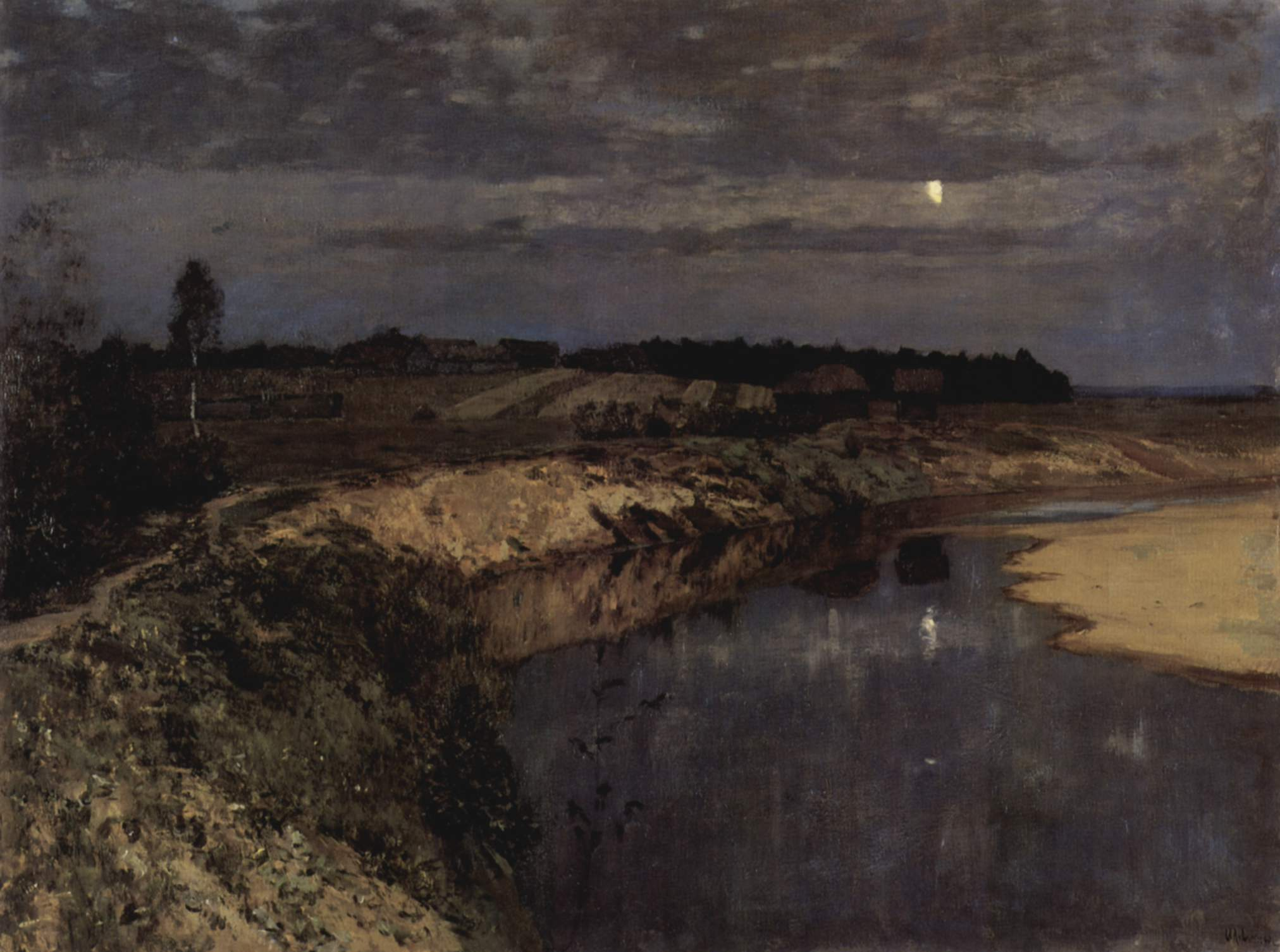
Cisza (1898)
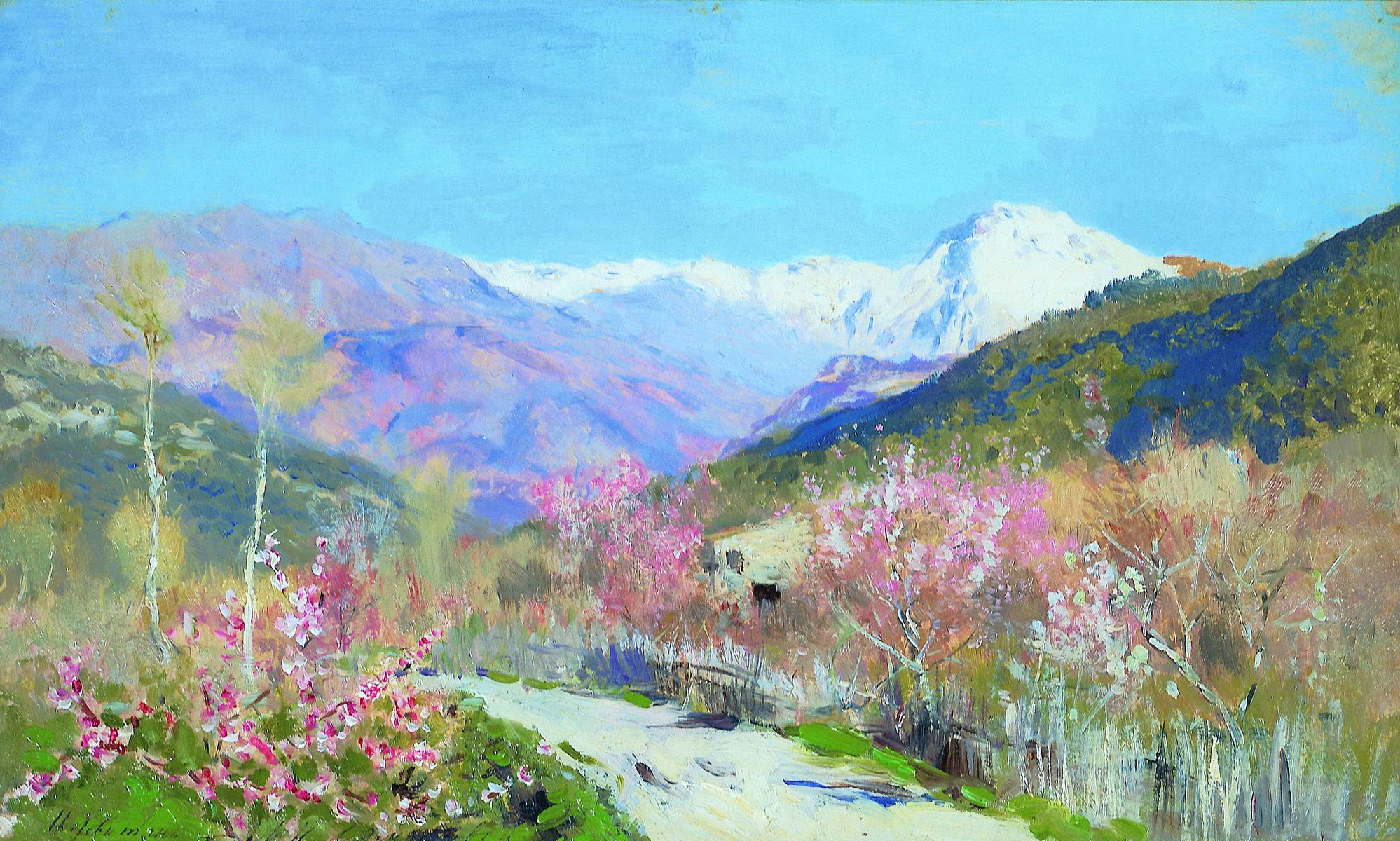
Wiosna we Włoszech (1890)